# アンペア時
アンペア時（アンペアじ、英: ampere-hour, 記号: Ah, A·h）は、電荷の単位である。安定した1アンペア(A)の電流を1時間流すことで移動する電荷の量と定義され、3600クーロン（C）に等しい。単位名に含まれる「時」を英語のままにし、アンペアアワーと呼ぶこともある（後述の関連単位も同様）。
アンペア時は、電気メッキや電池の容量などの電気化学に関連した測定において多用される単位である。電池を構成する材料の比容量（質量あたりの容量）は、通常 mA·h/g で表される。ミリアンペア時（mAh, mA·h）の形で使われることが多いが、これは1000分の1アンペア時、3.6クーロンに等しい。
ミリアンペア秒（mA·s）は、X線撮影、画像診断、放射線療法において使われる単位である。この量は、特定の電圧で操作される所定のX線管で発生される全X線エネルギーに比例する。X線管の電流に従い加える時間を変えることで、同じ線量にすることができる。
ファラデー定数は、1モルの電子が持つ電荷と定義され、約26.8アンペア時に等しい。ファラデー定数は電子化学の計算に用いられる。
アンペア時はジュール（J）やワット時（W·h）のようなエネルギーの単位でない。一般的に（二次電池の場合は、完全充電後に）電池がどれぐらい持続するかを表す評価である。例えば電池では、供給されるエネルギーの正確な計算には、電池の電荷が全て放電される間に供給される電力（瞬間的な電圧と瞬間的な電流の積）を積分する必要がある。通常、電池の電圧は一定ではなく放電中に変化する。平均電圧や公称電圧は、電力の積分に近い値が用いられる。

## 例
- 単3形の乾電池の容量は約2～3アンペア時である。
- 自動車のバッテリーには各種の容量がある。例えば、内燃機関で推進される大型車のバッテリーの容量は約50アンペア時である。
- 1アンペア時の電荷によって、融解した塩化アルミニウムから0.336グラムのアルミニウムを作り出すことができる。1トンのアルミニウムを生産するには、少なくとも298万アンペア時を流す必要がある[4]。